# 海恩岑峰

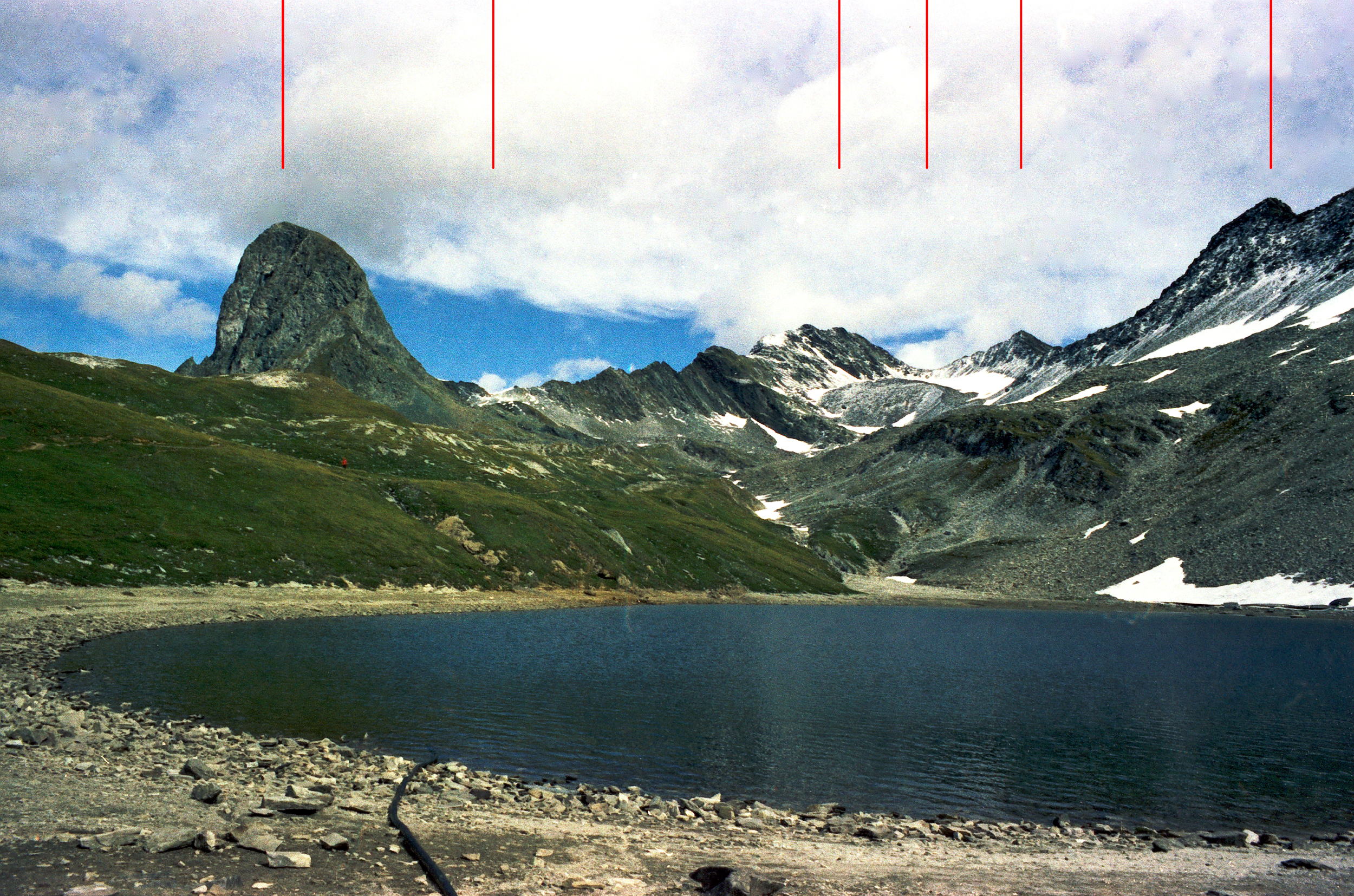

46°58′10″N 12°17′37″E / 46.969526°N 12.293672°E
海恩岑峰（德語：Hainzenspitze），是奧地利的山峰，位於該國西部，由蒂羅爾州負責管轄，屬於維內迪傑山脈的一部分，處於德弗雷根谷地聖雅各布西北面，海拔高度2,930米，人類在1896年首次登頂。